# Elymus cacuminus
Elymus cacuminus är en gräsart som beskrevs av B.Rong Lu och B.Salomon. Elymus cacuminus ingår i släktet elmar, och familjen gräs.
Artens utbredningsområde är Tibet. Inga underarter finns listade i Catalogue of Life.